# ルイス・アルベルト・フローレス
ルイス・アルベルト・フローレス（Luis Alberto Flores、1981年4月11日 - ）は、ドミニカ共和国・サン・ペドロ・デ・マコリス州サンペドロ・デ・マコリス出身のプロバスケットボール選手。イスラエル男子プロバスケットボールリーグ1部リガット・ウィナーのハポエル・ホロン所属。サンペドロ・デ・マコリス出身。ポジションはポイントガード。192cm、82kg。